# Pavator
Practicanții meseriei de pavator activează în sectorul construcții, în șantiere de construcții, ocupându-se de pavarea diferitelor spații. Ei își desfășoară munca în echipă, în spații acoperite sau în spații descoperite. Pavatorii pot fi temporar relocați de pe un șantier pe altul. 

## Activitatea unui pavator
În sectorul construcții, un pavator trebuie să știe: 

- să măsoare, să taie dale și pavele;
- să cioplească piatra;
- să realizeze pavele din dale, pavele din piatră;
- să sape, să compacteze fundația și pavajul;
- să monteze accesoriile și să prepare betoane și mortare pentru fixarea pavajului;
- să utilizeze echipamente termice de compactat și electrice de găurit, tăiat și cioplit;
- să intervină pentru reabilitarea pavajelor deteriorate;
- să identifice corect tipul de pavaj care trebuie folosit pentru remedieri.

Cele mai importante funcții pe care le îndeplinește un pavator sunt următoarele :
- planificarea și pregătirea activității de pavare;
- executarea lucrărilor premergătoare pentru pavare;
- realizarea pavajelor;
- prepararea betoanelor și mortarelor.

## Cum te autorizezi ca pavator
Pentru a te poziționa ca pavator specializat pe piața muncii, trebuie să urmezi cursuri de calificare. Absolvirea unor cursuri de calificare poate fi considerat un real avantaj la angajare, avansarea în funcție sau reconversia profesională. În urma acestor cursuri se eliberează o diplomă sau un certificate de califiare
, recunoscute de Ministerul Muncii și Ministerul Educației, prin care cursantul poate face dovada cunoștințelor în domeniul studiat. 
Calificarea se refera la pregătirea profesională într-un domeniu anume și încheierea unui act adițional la contractul individual de muncă
Participând la o astfel de activitate de formare profesională, fiecare cursant va acumula o serie de competențe profesionale, de care se va folosi în viitoarea meserie. Acestea se pot obține fie prin participarea la seminariile și cursurile organizate la sediul furnizorului (cale formală), fie prin susținerea unor probe de evaluare a competențelor (cale nonformală). Pentru oricare din aceste variante, se vor elibera certificate de competențe profesionale recunoscute național și în Uniunea Europeană.
În ceea ce privește dosarul de înscriere pentru cursurile de calificare, acesta trebuie să conțină:
- copie după actul de identitate
- copie după certificatul de naștere
- copie după certificatul de căsătorie
- copie act de studii [4]

Variantele oferite de furnizori sunt multiple. De aceea, atunci când se decide înscrierea la astfel de cursuri de calificare și se caută un furnizor de servicii de formare profesionala, trebuie analizat cu atenție dacă acesta deține sau nu autorizație de partea Ministerului Muncii sau Ministerului Educației. În cazul în care această recunoaștere din partea autorităților statului nu există, fimele nu pot elibera certificate recunoscute național și internațional.